# Geoinformatica
La geoinformatica è una disciplina scientifica e tecnologica che si occupa dello studio, dello sviluppo e dell'applicazione di strumenti informatici per l'acquisizione, la gestione, l'analisi e la visualizzazione dei dati geospaziali. Si tratta di una scienza interdisciplinare che integra conoscenze e metodi provenienti da geografia, informatica, geomatica, cartografia, topografia, fotogrammetria e telerilevamento.
La geoinformatica trova applicazione in numerosi ambiti, tra cui la pianificazione territoriale, la gestione ambientale, l’ingegneria civile, l’agricoltura di precisione, la gestione delle emergenze, il monitoraggio dei cambiamenti climatici e la conservazione delle risorse naturali.
Non va confusa con la geomatica, disciplina che si concentra prevalentemente sull'acquisizione e la rappresentazione dei dati spaziali, spesso mediante strumenti e software GIS (Geographic Information System), ma senza occuparsi dello sviluppo di tali strumenti. La geoinformatica, invece, include anche la progettazione e l'implementazione di sistemi informatici per l’elaborazione dei dati geospaziali.

## Descrizione
La geoinformatica è il campo scientifico e tecnologico che si occupa della gestione delle informazioni geospaziali attraverso strumenti informatici avanzati. Al suo centro si trovano le tecnologie per acquisire, archiviare, analizzare, modellare e visualizzare dati riferiti alla superficie terrestre e ai fenomeni che la interessano.
Nata dall’incontro tra geografia, informatica e scienze della Terra, la geoinformatica rappresenta oggi una delle colonne portanti della gestione del territorio. Essa combina conoscenze teoriche con applicazioni pratiche, rendendo possibile lo studio di sistemi complessi come città, paesaggi naturali, reti infrastrutturali e cambiamenti ambientali.
Nell’attuale contesto scientifico, sia la geografia sia le scienze della Terra fanno sempre più affidamento su dati spaziali digitali ottenuti tramite telerilevamento, fotointerpretazione aerea e tecniche di web mining, i quali vengono successivamente analizzati con il supporto dei Sistemi Informativi Geografici (GIS).
La geoinformatica unisce diversi ambiti operativi: dall’analisi e modellazione geospaziale alla progettazione di sistemi informativi, dallo sviluppo di database territoriali all’interazione uomo-macchina, fino all’integrazione con reti di comunicazione cablate e wireless. Un ruolo centrale è svolto anche dalla geocomputazione e dalla geovisualizzazione, strumenti essenziali per trasformare grandi volumi di dati in rappresentazioni chiare e funzionali alla comprensione dei fenomeni territoriali.

## Storia
Il termine geoinformatica deriva dalla fusione dei termini greci geo (γῆ, "terra") e informatica, e indica l’insieme delle tecnologie e dei metodi informatici applicati allo studio e alla gestione delle informazioni geografiche.
Le origini della disciplina risalgono agli anni Sessanta del XX secolo, in concomitanza con lo sviluppo dei primi sistemi informatici per l’elaborazione di dati geografici. Uno dei primi esempi significativi fu il Canada Geographic Information System (CGIS), sviluppato nel 1963 per supportare la gestione dell’uso del suolo in Canada. Questo sistema pionieristico introdusse molte delle funzioni di base che sarebbero poi diventate caratteristiche dei moderni GIS, come la gestione multilivello dei dati geografici.
Negli anni Settanta e Ottanta, l’evoluzione dei computer e l’avvento dei primi software GIS commerciali portarono alla progressiva diffusione di strumenti digitali per l’analisi spaziale. In questo periodo iniziarono anche a integrarsi le tecnologie di telerilevamento, fotogrammetria digitale e cartografia automatizzata, che posero le basi per la nascita della geoinformatica come disciplina autonoma.
Il termine geoinformatica cominciò a diffondersi tra la fine degli anni Ottanta e l’inizio degli anni Novanta, soprattutto in ambito accademico e nei paesi di lingua tedesca e dell’Europa orientale, per indicare l’insieme delle tecnologie e dei metodi informatici applicati all’informazione geografica. In questo periodo si affermarono anche i primi corsi universitari specifici, che segnarono il riconoscimento della geoinformatica come campo scientifico interdisciplinare.
Con l’avvento del Global Positioning System (GPS), l’uso sempre più diffuso di dati satellitari e lo sviluppo di Internet, la geoinformatica ha conosciuto una forte espansione a partire dagli anni Duemila. L’emergere delle piattaforme open source, delle applicazioni web-based e dei big data geospaziali ha ulteriormente ampliato le possibilità di analisi e visualizzazione, rendendo la geoinformatica centrale in numerosi settori della ricerca e della gestione territoriale.

## Applicazioni
La geoinformatica è impiegata in numerosi ambiti che prevedono l’analisi e la gestione di informazioni geospaziali. Tra i settori di applicazione principali figurano:
- Pianificazione territoriale: per la valutazione dell’uso del suolo, la localizzazione di infrastrutture e l’analisi spaziale del territorio.
- Gestione ambientale: per il monitoraggio degli ecosistemi, la mappatura delle risorse naturali e l’analisi degli impatti ambientali. [10]
- Ingegneria civile: per la modellazione del terreno, la pianificazione di opere infrastrutturali e l’analisi del rischio idrogeologico e sismico.[11]
- Agricoltura di precisione: per l’elaborazione di dati telerilevati finalizzati all’ottimizzazione della gestione agricola.
- Gestione delle emergenze: per la mappatura del rischio, la modellazione predittiva e il supporto alle decisioni in caso di disastri naturali.
- Monitoraggio climatico: per l’analisi dei cambiamenti ambientali su scala globale e locale, attraverso dati satellitari e modelli climatici.
- Trasporti e logistica: per l’analisi della mobilità, l’ottimizzazione dei percorsi e il tracciamento delle merci.
- Difesa e sicurezza: per la sorveglianza del territorio, la pianificazione operativa e l’elaborazione di dati geospaziali in contesti strategici.